# آنا فاسكونسيلوس
آنا فاسكونسيلوس (بالبرتغالية: Ana Vasconcelos‏) هي لاعبة كرة الماء برازيلية، ولدت في 7 نوفمبر 1981 في برازيليا في البرازيل.